# Eugeniusz Szparkowski

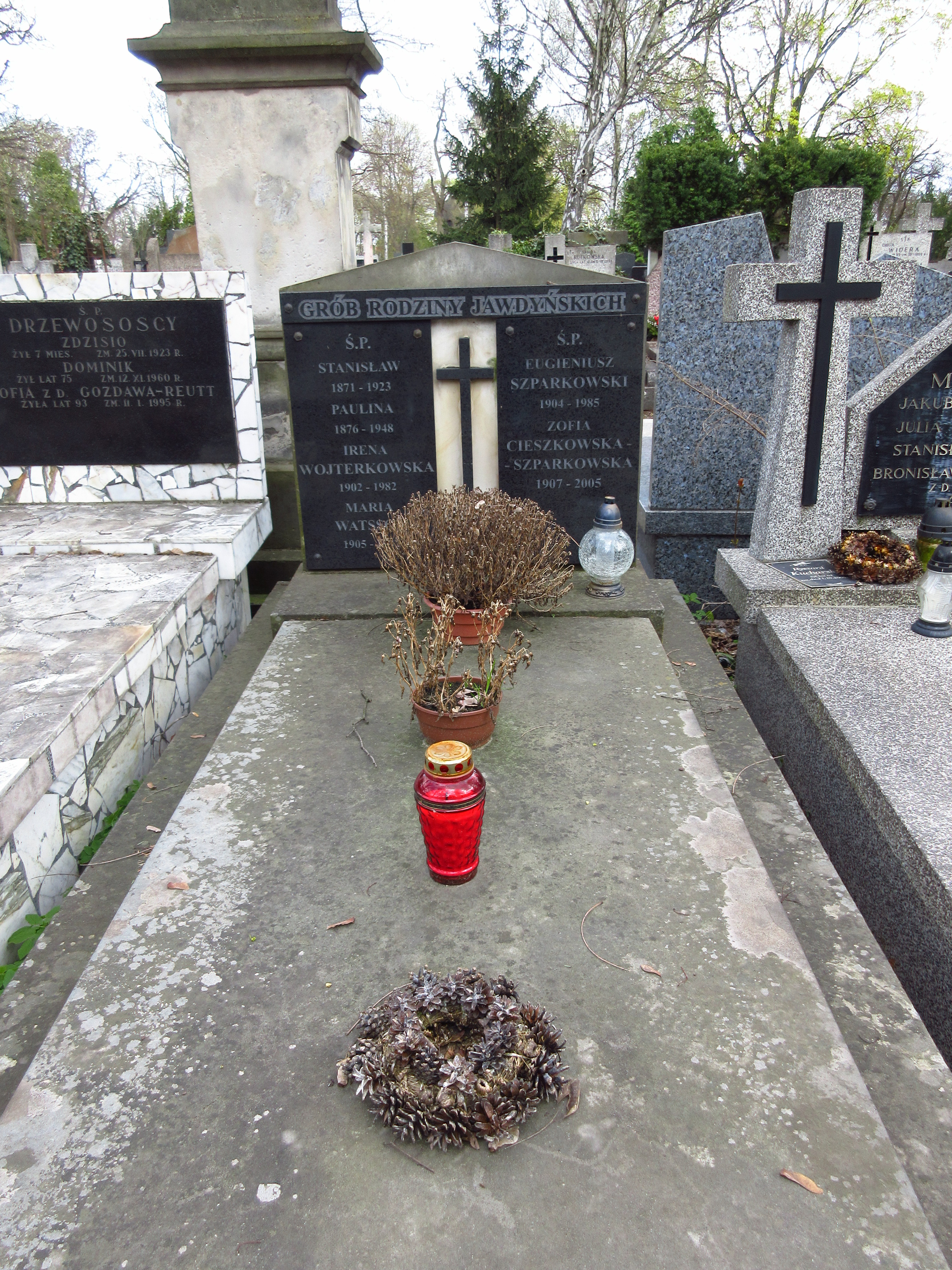
Grób Eugeniusza Szparkowskiego na cmentarzu Bródnowskim

Eugeniusz Józef Szparkowski (ur. 21 stycznia 1904 w Nasielsku, zm. 20 kwietnia 1985 w Warszawie) – polski architekt i malarz.

## Życiorys

### Lata przedwojenne
Eugeniusz Szparkowski w 1932 roku wziął udział w konkursie na projekt wystawy sklepowej, którego wyniki zostały opublikowane w czasopiśmie „Architektura i Budownictwo”. Rok później w Warszawie wydano książkę pod tytułem „Prudential House: nowa siedziba Towarzystwa Ubezpieczeń Przezorność w Warszawie” (Drukarnia Galewski i Dau.), ze szkicami gmachu oraz wnętrz autorstwa Szparkowskiego. W 1935 roku uzyskał dyplom na Wydziale Architektury Politechniki Warszawskiej. W okresie tym Kierownikiem Zakładu Rysunku Odręcznego na Wydziale Architektury PW był Profesor Zygmunt Kamiński, natomiast asystentami byli Kazimierz Marczewski, Stefan Sienicki oraz Zofia Dziewulska-Łapińska. 
Szparkowski dołączył do grona członków SARP. W latach 1935 i 1936 jego plakaty oraz rysunki publikowano w Albumie Młodej Architektury. Również w 1935 roku zdobył II nagrodę w konkursie dotyczącym kompozycji Placu Marszałka Piłsudskiego w Warszawie (autorzy: Antoni Jawornicki, współpraca Eugeniusz Szparkowski). Brał udział w projektowaniu wnętrz statków MS Batory i MS Piłsudski. Niespełna rok po studiach na łamach miesięcznika Architektura i Budownictwo opublikowano jego rysunek przedstawiający wizualizację Pawilonu Polskiego na wystawie Paryskiej w 1937.
W 1937 roku Związek Słuchaczy Architektury zorganizował, na Wydziale Architektury PW, wystawę szkiców architektonicznych, akwarel oraz rysunków Eugeniusza Szparkowskiego. Wystawa stanowiła reminiscencję jego pobytu/stypendium, które odbył we Włoszech. Był współautorem wyróżnionego w 1937 roku Projektu Regulacji Placu Zamkowego w Warszawie (Lech Niemojewski, Piotr Biegański, Kazimierz Marczewski).
W roku 1938 odbyła się, z inicjatywy m.in. prezydenta Warszawy Stefana Starzyńskiego wystawa pod tytułem„Warszawa wczoraj, dziś, jutro”. Jej kierownikiem artystycznym był Janusz Ostrowski, a jednym ze współpracowników, a zarazem współtwórców, Eugeniusz Szparkowski. W tym samym roku, w czasopiśmie „Naród Polski” pojawia się artykuł poświęcony Szparkowskiemu. Przedrukowano w nim dwa jego szkice pochodzące z tzw. teki włoskiej. Podkreślono jego wybitne umiejętności, artystyczną wrażliwość oraz niezwykłe walory twórczości młodego architekta.
W 1939 projektował wnętrza restauracji na Gubałówce w Zakopanem utrzymując styl tzw. wolnego funkcjonalizmu (nowego regionalizmu), (1939, współautorzy: Arseniusz Romanowicz, Piotr Szymaniak, Jacek Szwemin, Wacław Hryniewicz, Zygmunt Kotyński, Kazimierz Mann). Wraz ze Stefanem Osieckim, Lucjanem I. Piętką, Jerzym Skolimowskim oraz Wacławem Hryniewiczem zdobył pierwszą nagrodę na projekt szkicowy Polskiego pawilonu na Wystawę Światową w Nowym Jorku (1939–1940). Na czele komitetu honorowego organizacji wystawy pawilonu Polskiego stał między innymi Ignacy Paderewski. Eugeniusz Szparkowski wraz z Aleksandrem Kodelskim, Jerzym Skolimowskim, Wacławem Hryniewiczem, oraz Tadeuszem Głogowskim projektowali wnętrze sali komunikacji. 
W jednym z ostatnich numerów Architektury i Budownictwa opublikowanym tuż przed wybuchem II Wojny Światowej znalazły się między innymi prace Szparkowskiego: szkice do projektu rozplanowania otoczenia nowego dworca w Zakopanem, szkic rozplanowania oraz plan sytuacyjny Góry Parkowej w Krynicy. Wraz ze Stefanem Osieckim oraz Jerzym Skolimowskim projektował Stację Górną Kolejki w Krynicy. Zaprojektował stoisko Ministerstwa Komunikacji na wystawie turystyki wodnej oraz narciarstwa w Liège (Exposition internationale de l'eau), oraz polski pawilon turystyczny na wystawie w Mediolanie (w zespole: Jerzy Skolimowski, Tadeusz Głogowski, Wacław Hryniewicz, Zygmunt Kotyński). W 1939 roku w konkursie na projekt szkicowy pomnika Marszałka Józefa Piłsudskiego w Wilnie projekt Szparkowskiego i Zygmunta Jabłońskiego został zakwalifikowany do zakupu przez Komisję Konkursową. Ich projekt pod tytułem "Antokol" był jednym z sześciu zakwalifikowanych do zakupu spośród 54 zakwalifikowanych do postępowania konkursowego.

### Po wojnie
Tuż po wojnie Życie Warszawy wydrukowało zdjęcie widoku ogólnego Pawilonu Państwowego Przemysłu Spożywczego zaprojektowanego przez Tadeusza Gronowskiego i Eugeniusza Szparkowskiego. W roku 1951 Szparkowski koordynował opracowanie plastyczne I Ogólnopolskiej Wystawy Architektury Wnętrz i Sztuki Dekoracyjnej na której wystawiono 1326 prac. W 1972 roku ukazało się pierwsze wydanie książki pod tytułem "Sept pensées de Sémiramis" którego autorami byli Sophie de Serdakowska (Zofia Koziejowska-Serdakowska) oraz Eugène Szparkowski (Eugeniusz Szparkowski). Po II wojnie światowej zasłynął między innymi jako projektant przebudowy Filharmonii Narodowej w roku 1955 (współautor Henryk Białobrzeski). W 1966 roku powstała sala koncertowa projektu Eugeniusza Szparkowskiego przy Pałacu Sandomierskim w Radomiu (Gmach Komisji Województwa Sandomierskiego; Pałac Rządowy). W latach 1961–1974 pełnił funkcję Kierownika Katedry Rysunku Malarstwa i Rzeźby na Wydziale Architektury Politechniki Warszawskiej. Specjalizował się w rysunku pejzażu i perspektywie.
W roku 1955, Uchwałą Rady Państwa, został odznaczony Krzyżem Oficerskim Orderu Odrodzenia Polski. Jest wymieniany wśród mistrzów rysunku Wydziału Architektury PW.
Zmarł w 1985 roku, został pochowany na cmentarzu Bródnowskim w Warszawie (kwatera 22A-2-22).